# Спиваковский, Арнольд Арнольдович
Арно́льд Арно́льдович Спивако́вский, при рождении Арнольд Тамм (7 июля 1967 — 12 марта 2019, Испания) — российский предприниматель эстонского происхождения, директор гостиниц.

## Биография
Родился 7 июля 1967 года. Отец — эстонец Арнольд Освальдович Тамм, переводчик с эстонского и бывший главный редактор издательства «Советский писатель»; мать Дина Степановна — русская, по профессии учитель. Взял фамилию жены. Несколько лет состоял в близких отношениях с российской эстрадной певицей Лолитой Милявской.
В 2003 году окончил Московскую государственную юридическую академию по специальности «Юриспруденция», квалификация — юрист.
Кандидат юридических наук (2005 год). В 2005 году окончил Московский государственный университет сервиса по специальности «Менеджмент организации».
- 1997—2000 — заместитель директора ООО «ЭКСА»[2].
- 2001—2002 — заместитель генерального директора по юридическим вопросам АООТ «Ирбис» (таможенный терминал).
- 2002—2006 — первый заместитель генерального директора ОАО ГОК «Пекин». Председатель совета директоров ОАО «Интурист Отель Групп».
- 2005 — избран председателем совета директоров ОАО «ГК Космос».
- 2006—2013 — являлся генеральным директором ОАО «ГК Космос».
- 2013 — избран председателем совета директоров ВАО «Интурист».

Скончался 12 марта 2019 года в Испании, похоронен на Троекуровском кладбище Москвы.

## Личная жизнь
Состоял в браке с Оксаной Аникиной, от брака с которой родились двое детей Сергей и Анна.
Несколько лет состоял в близких отношениях с российской эстрадной певицей Лолитой Милявской после ее развода с Александром Цекало. После того как роман закончился, бизнесмен и певица остались друзьями.

## Проблемы с законом

### «Кокаиновое дело»
13 марта 2002 года Спиваковскому, в то время заместителю генерального директора гостиничного комплекса «Пекин», было предъявлено обвинение в незаконном хранении наркотических веществ в особо крупных размерах. После допроса по месту жительства Арнольда Спиваковского был проведён обыск, в ходе которого был обнаружен кокаин. При этом адвокаты Спиваковского заявляли, что наркотики их клиенту подкинули, а сам обыск проводился с нарушениями: в дом не пустили адвоката, а кокаин нашли в вазе, которую до этого уже дважды осматривали, и даже приведённые милицией понятые отказались подтвердить факт обнаружения наркотика. 16 марта ночью в центре Москвы неизвестный преступник бросил гранату в салон автомобиля, на котором привезли домой Ненахову, которая являлась следователем по уголовному делу Спиваковского. Адвокаты Спиваковского полагали, что этот взрыв — провокация, призванная оказать давление на их клиента.
25 июня 2003 года Московский областной суд оставил в силе оправдательный приговор Спиваковскому, обвинявшемуся в хранении наркотиков.

### Обвинения в Испании
В сентябре 2017 года в рамках операции «Олигарх» в Испании были задержаны 11 человек, в том числе Арнольд Спиваковский. По информации испанской полиции, был связан с Семеном Могилевичем, которого разыскивает ФБР. Следствие полагало, что в Испании задержанные отмывали денежные средства, полученные незаконным путем в России. Также их подозревали в связях с «солнцевской» и «измайловской» преступными группировками.
В феврале 2018 года Спиваковского отпустили под залог в 750 тыс. евро на время рассмотрения дела по существу. На момент смерти Спиваковского уголовное дело не было прекращено, следствие продолжалось.